# Partido Democrático Trabalhista
De Partido Democrático Trabalhista, afgekort PDT (Nederlands: Democratische Arbeiderspartij) is een populistische sociaaldemocratische politieke partij in Brazilië. De partij werd gesticht door Leonel Brizola in de hoop de linkse krachten in Brazilië te verenigen tijdens het einde van de militaire dictatuur.
De partij wordt gedragen door lokale afdelingen en sociale bewegingen, zoals vrouwenverenigingen, vakbonden en groene bewegingen. Al deze organisaties behouden hun eigen status en nationale organisatie.

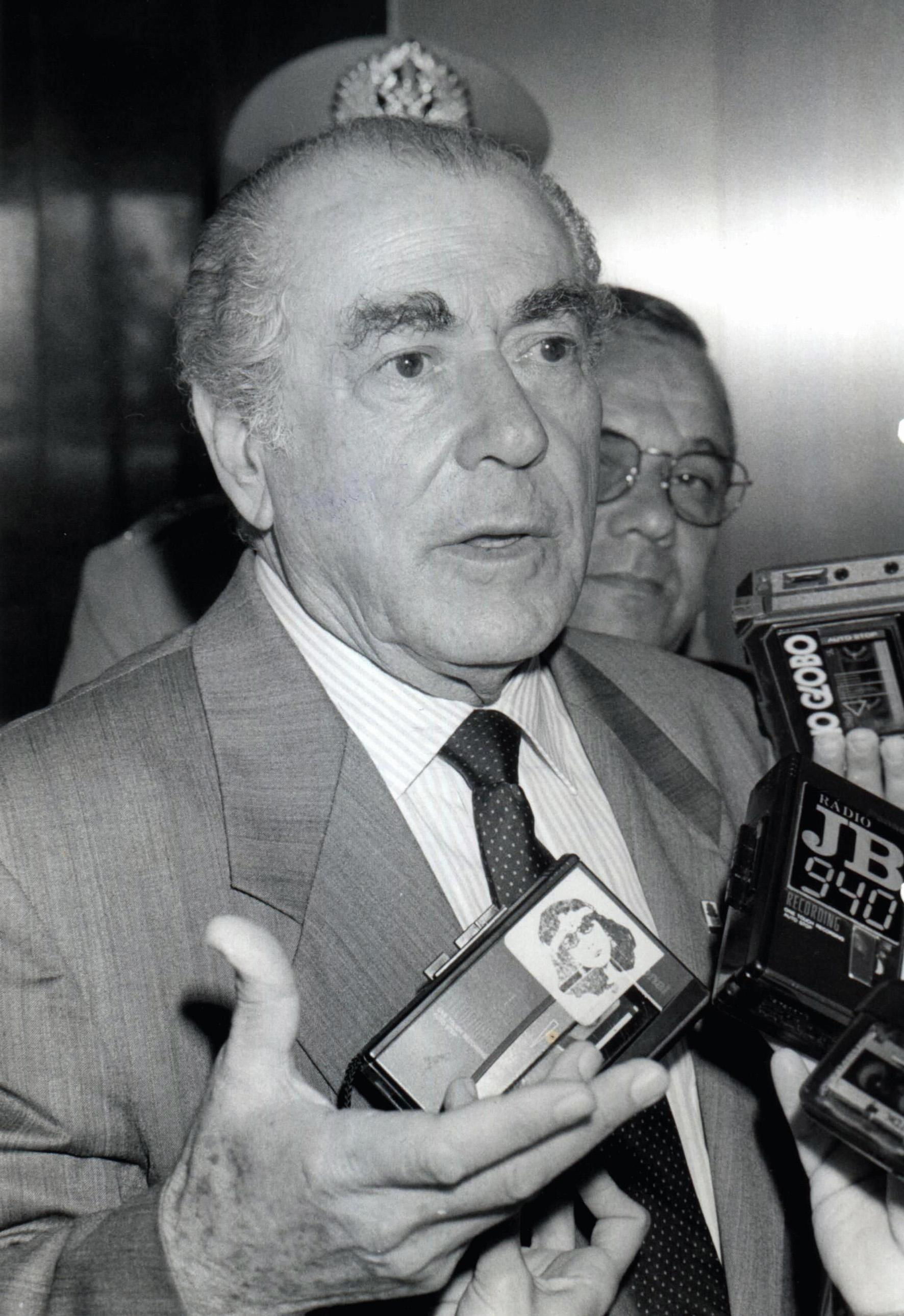
Brizola

Het beste resultaat ooit voor de partij was onder Leonel Brizola, toen behaalde ze 17% van de stemmen in de eerste ronde van de presidentsverkiezingen in 1989. Hij haalde echter 0,5% minder dan de latere 39e president Lula da Silva en kon dus niet door naar de tweede ronde. Die zou Lula da Silva verliezen tegen Fernando Collor. In 2002 behaalde de partij 21 van de 513 zetels in het Huis van Afgevaardigden en 5 van de 81 zetels in de Senaat. Ook won ze het gouverneurschap in Amapá. In 2006 won de partij licht en veroverde ze 24 zetels in het Huis van Afgevaardigden, behield ze het gouverneurschap van Amapá en won ze nog de verkiezingen in Maranhão, waardoor ze ook daar de gouverneur leverde. In 2010 won ze opnieuw licht, en behaalde ze 28 volksvertegenwoordigers en 4 senators. Ze verloor echter haar gouverneursambten. De PDT trad toe tot het kabinet-Rousseff van Dilma Rousseff, na acht jaar van oppositie tegen Lula da Silva. Rousseff was eerder lid van de PDT, maar werd later lid van de Arbeiderspartij.

## Verkiezingsresultaten

### Parlementsverkiezingen
| Kamer                                                               | Kamer     | Kamer      | Kamer      | Kamer  | Kamer  | Senaat    | Senaat     | Senaat     | Senaat  | Senaat   | Senaat |
| Jaar                                                                | Stemmen   | Stemmen    | Stemmen    | Zetels | Zetels | Stemmen   | Stemmen    | Stemmen    | Zetels  | Zetels   | Zetels |
| Jaar                                                                | Aantal    | Percentage | Percentage | Aantal | +/-    | Aantal    | Percentage | Percentage | Gekozen | +/-      | Totaal |
| Jaar                                                                | Aantal    | %          | +/-        | Aantal | +/-    | Aantal    | %          | +/-        | Gekozen | +/-      | Totaal |
| ------------------------------------------------------------------- | --------- | ---------- | ---------- | ------ | ------ | --------- | ---------- | ---------- | ------- | -------- | ------ |
| 2006                                                                | 4.854.017 | 5,20       | –          | 24     | –      | 5.023.041 | 6,00       | –          | 1       | –        | 5      |
| 2010                                                                | 4.854.602 | 5,00       | -0,20      | 28     | 4      | 2.431.940 | 1,40       | -4,60      | 2       | Gedaald  | 4      |
| 2014                                                                | 3.469.168 | 3,60       | -1,40      | 19     | -9     | 3.609.643 | 4,00       | 2,60       | 4       | Gestegen | 8      |
| 2018                                                                | 4.545.846 | 4,60       | 1,00       | 28     | 9      | 7.737.982 | 4,50       | 0,50       | 2       | Gedaald  | 4      |
| 2022                                                                | 3.828.289 | 3,49       | -1,11      | 17     | -11    | 1.586.922 | 1,59       | -2,91      | 0       | Gedaald  | 3      |
| Bron: Wikipedia - Braziliaanse parlementsverkiezingen 2006 t/m 2022 |           |            |            |        |        |           |            |            |         |          |        |

### Presidentsverkiezingen
Tijdens de presidentsverkiezingen in 2022 werd de PDT uitgeschakeld in de eerste ronde en eindigde op de vierde plek.

Presidentskandidaten
Presidentskandidaat in 2022 Ciro Gomes
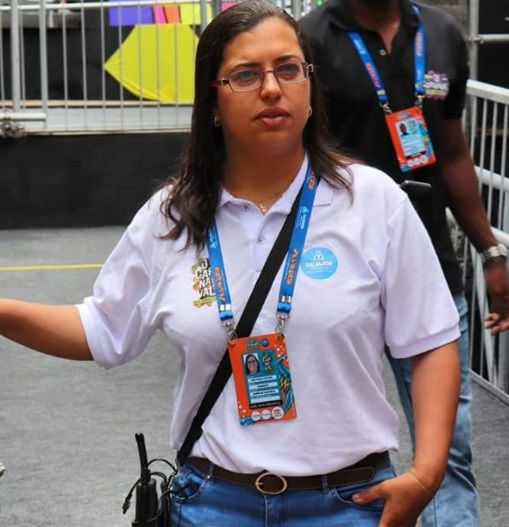
Vicepresidentskandidaat in 2022 Ana Paula Matos Locoburgemeester van Salvador

### Statenverkiezingen
Er werden geen PDT-kandidaten gekozen voor het gouverneurschap tijdens de Statenverkiezingen van 2022.

### Gemeentelijke verkiezingen
Bij de gemeentelijke verkiezingen van 2020 werden 314 burgemeesters en 3441 gemeenteleden gekozen voor de PDT.

PDT-burgemeesters
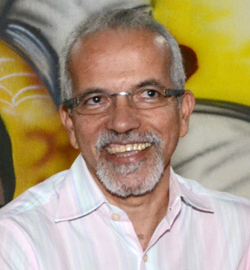
Edvaldo Nogueira Burgemeester van Aracaju (2006-2012) - (2017-heden)
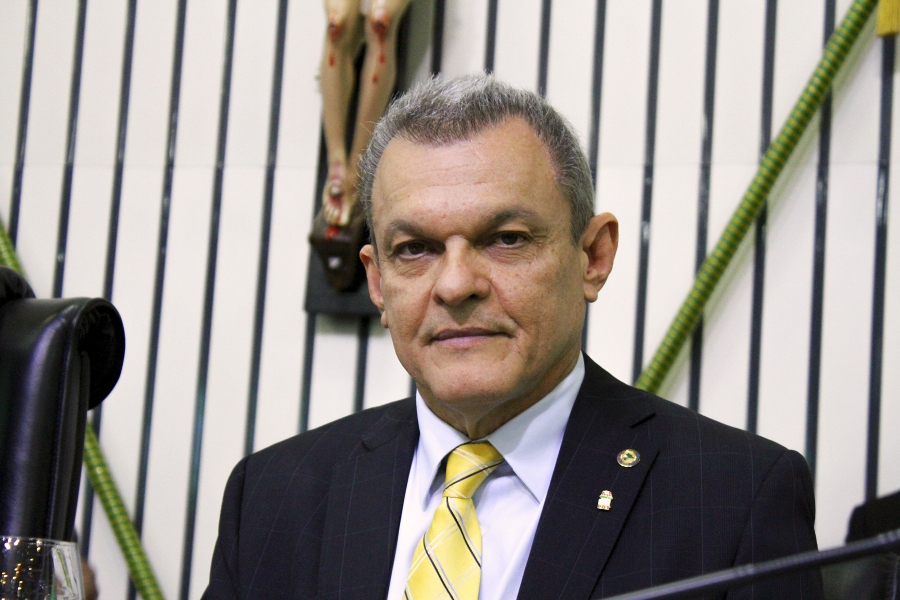
José Sarto Burgemeester van Fortaleza (2021-heden)

## Bekende leden
- Ciro Gomes, kandidaat presidentschap 2022, o.a. voormalig-burgemeester van Fortaleza en voormalig-gouverneur van Ceará.

Ex-leden
- Dilma Rousseff